# Галичаны (Волынская область)
Галича́ны (укр. Галичани) — село на Украине, находится в Марьяновской поселковой общине Луцкого района Волынской области.
Код КОАТУУ — 0720881301. Население по переписи 2001 года составляет 735 человек. Почтовый индекс — 45745. Телефонный код — 3379. Занимает площадь 13,68 км².